# Mołdawia
Mołdawia, Republika Mołdawii (rum. Moldova, Republica Moldova; ros. Молдавия, Респу́блика Молдо́ва) – państwo europejskie położone na terenach historycznej Besarabii oraz częściowo na lewym brzegu Dniestru.
Leżące na lewym brzegu Dniestru tzw. Naddniestrze, niewielka część Mołdawii zamieszkana w znacznej mierze przez Rosjan i Ukraińców, po upadku Związku Radzieckiego ogłosiło secesję i od czasu krótkiej wojny domowej w 1992 funkcjonuje jak niepodległe państwo ze stolicą w Tyraspolu (Naddniestrzańska Republika Mołdawska lub błędnie Mołdawska Republika Naddniestrza), które jednak nie jest uznawane na arenie międzynarodowej. Od tego czasu toczą się bezowocne rozmowy zjednoczeniowe, w których pośredniczy m.in. OBWE. Władze mołdawskie opowiadają się za zjednoczeniem „asymetrycznym”, w ramach którego Naddniestrze otrzyma szeroką autonomię, władze w Tyraspolu dążą zaś do zjednoczenia „symetrycznego”, w którym obie części Mołdawii będą miały takie same prawa.
Część Mołdawian opowiada się za zjednoczeniem z Rumunią. W zorganizowanym w 1994 roku referendum dotyczącym zjednoczenia poparcie dla niego było minimalne – 94,4% obywateli opowiedziało się za niezależnością, jednak sondaż zorganizowany w 2008 roku, po 17 latach niepodległości, wskazał, że już 29% Mołdawian popiera ideę zjednoczenia. W 2021 roku poparcie dla zjednoczenia wzrosło do 43,9%.
Według CIA Mołdawia była najbiedniejszym państwem Europy w 2012 roku.

## Nazwa
Nazwa Mołdawia została przyjęta dla państwa od krainy historycznej. Nazwa łacińska tego regionu – Moldavia – pojawia się w tej formie już w Annales seu cronicae incliti Regni Poloniae Jana Długosza z lat 1455–1480. Polska nazwa regionu w formie Mołdawija notowana jest już w publikacjach z 1609 i 1633 r.; prawdopodobnie od polskiej formy nazwy utworzona została nazwa rosyjska Молдавия (w transkrypcji: Mołdawija).
Czasem używana jest niezalecana przez Komisję Standaryzacji Nazw Geograficznych poza Granicami RP, nawiązująca do tej obecnej w języku rumuńskim, nazwa Mołdowa. Komisja zaleca wyłącznie formy Mołdawia i Republika Mołdawii.

## Geografia

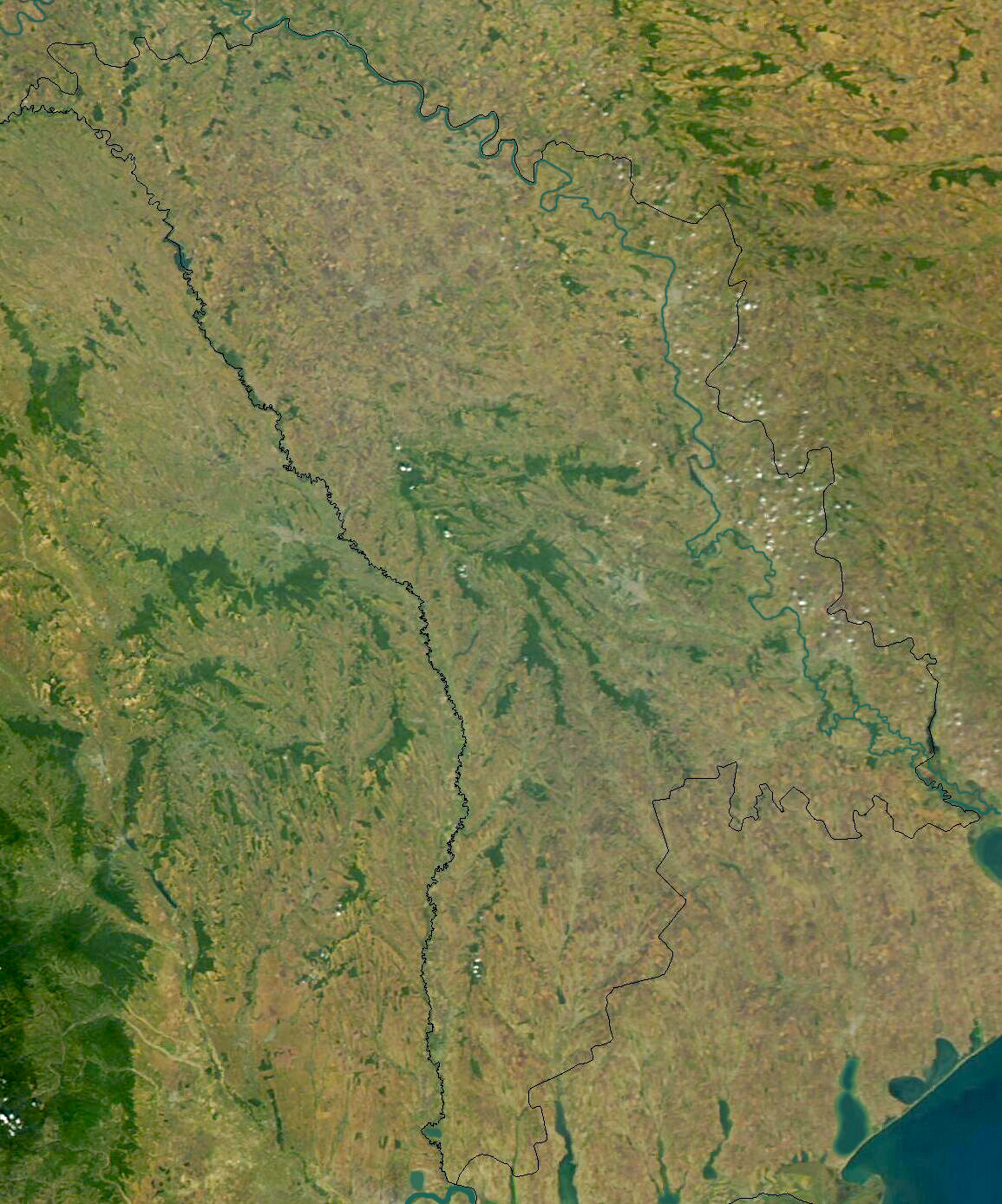
Zdjęcie satelitarne Mołdawii z 2003 roku.

Mołdawia graniczy z Ukrainą i Rumunią.
- Całkowita granica lądowa: 1389 km
- Długość wybrzeża: nie ma dostępu do morza, jest oddalona od niego jednak o zaledwie około 10 kilometrów.
- Długość granic z sąsiadującymi państwami: Rumunia 450 km, Ukraina 939 km
- Najwyższy punkt: Dealul Bălănești 430 m n.p.m.
- Najniższy punkt: dolny Dniestr 2 m

### Warunki naturalne
Mołdawia zajmuje międzyrzecze Dniestru i Prutu (Besarabia) oraz wąski pas na lewym brzegu Dniestru (Naddniestrze). Powierzchnia równinna, pocięta głębokimi dolinami rzecznymi i wąwozami. Występuje kras. Średnia wysokość terenu to 147 m. Ponad 75% powierzchni na wysokości poniżej 200 m.
Większość powierzchni państwa zajmuje Wyżyna Besarabska, w której skład wchodzą m.in.: Wyżyna Naddniestrzańska (najwyższy punkt 349 m n.p.m.), Wyżyna Środkowomołdawska (430 m n.p.m.) i Wyżyna Tyhecka (301 m n.p.m.). Południowych granic państwa sięga Nizina Czarnomorska.
Klimat umiarkowany kontynentalny, na południu suchy, ze stosunkowo łagodną zimą i długim gorącym latem. Średnia temperatura w styczniu od –5 °C na północy do –3 °C na południu, w lipcu odpowiednio 19 °C i 22 °C (w Kiszyniowie absolutne minimum –30 °C, maksimum 39 °C). Roczna suma opadów 400 mm na południu do 560 mm na północy. Opady głównie wiosenno-letnie o charakterze ulew. Pokrywa śnieżna ustala się jedynie podczas najchłodniejszych zim. Przeważają wiatry północno-zachodnie. Zimą częste odwilże.
Rzeki: Dniestr (długość w granicach Mołdawii 657 km) z dopływami Stary Reut, Byk i Botna oraz Prut (graniczna na dł. 695 km) należą do dorzecza Morza Czarnego. W części wyżynnej zachowały się dąbrowy (lesistość kraju ok. 9%), nad rzekami – lasy łęgowe. Stepy (od kwietnych po ostnicowe) zostały niemal w całości zaorane (gleby czarnoziemne). Ponad 5% powierzchni objęto formami ochrony przyrody, takimi jak rezerwat naukowy Kodry (ponad 5 tysięcy ha) utworzony w 1971 dla ochrony kompleksu lasów liściastych (dąb, jesion, grab, buk, lipa). Pod ochroną aklimatyzowane maral i jeleń.

### Miasta
- Kiszyniów
- Bielce
- Soroki
- Kaguł
- Tyraspol
- Bendery
- Rybnica
- Orgiejów
- Komrat

## Historia

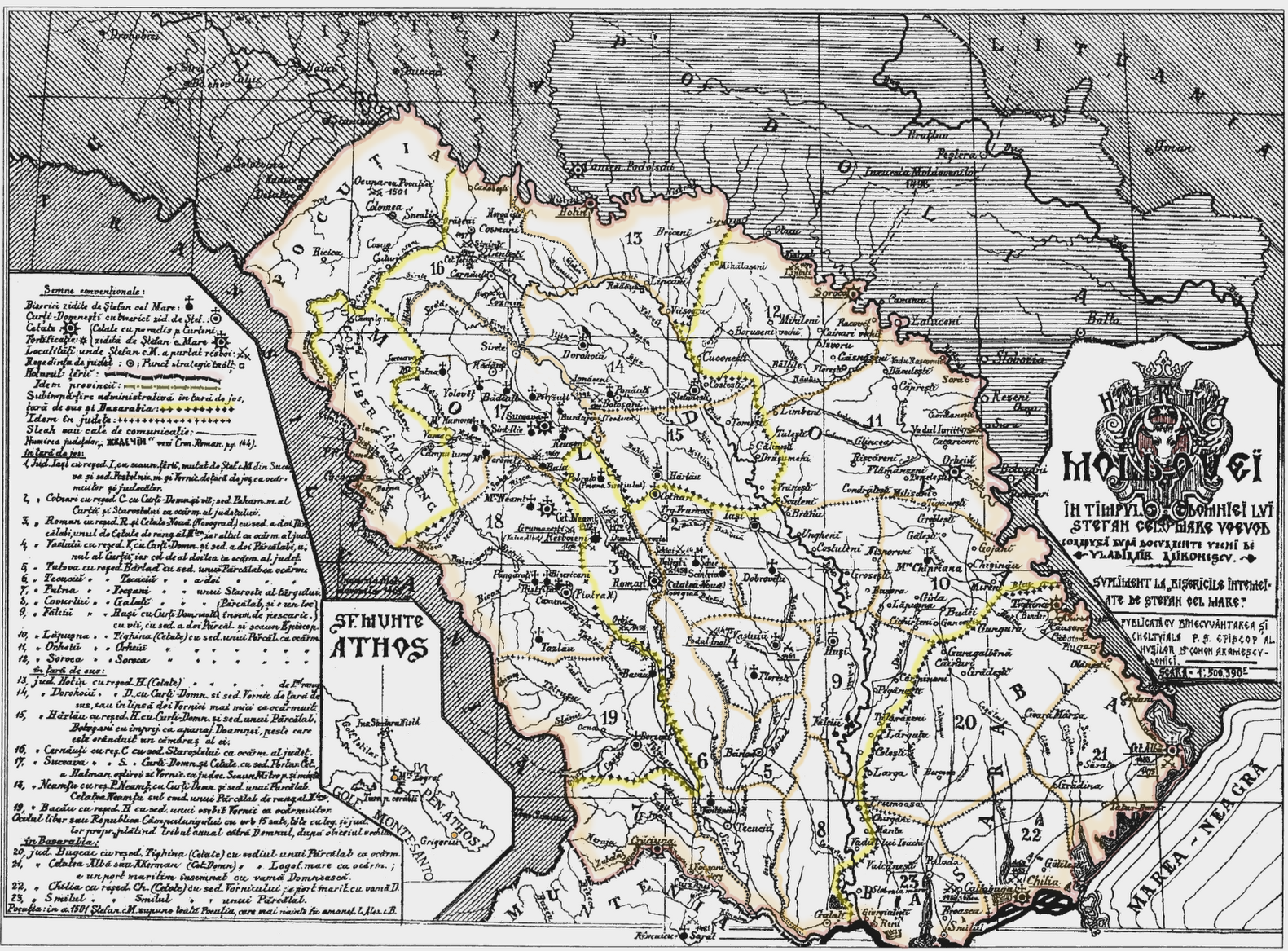
Mołdawia za panowania Stefana III Wielkiego, w okresie największego zasięgu terytorialnego (XV wiek). Mapa rumuńska z 1903 roku

### Hospodarstwo Mołdawskie

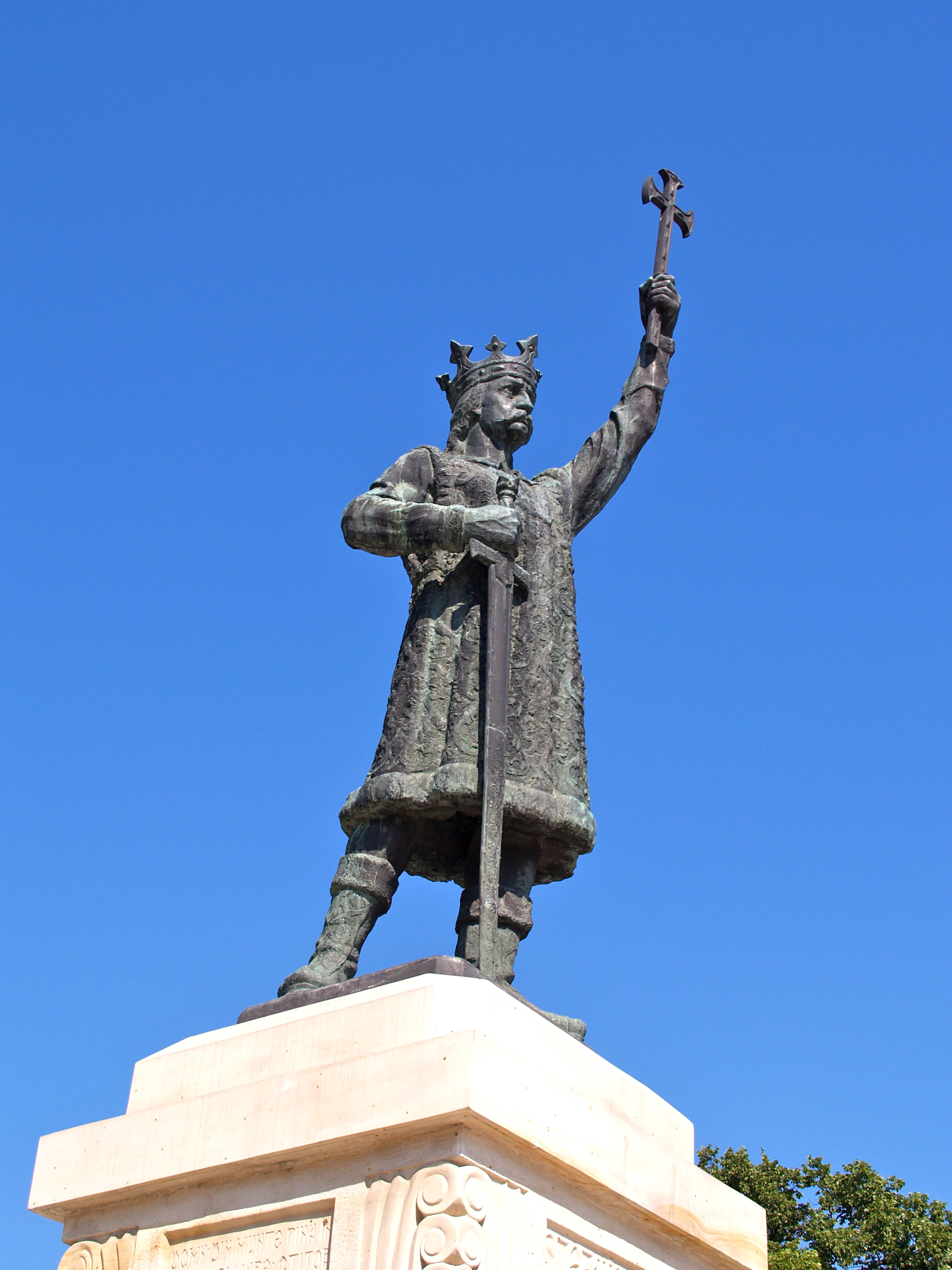
Pomnik hospodara mołdawskiego Stefana III Wielkiego w centrum Kiszyniowa

W starożytności tereny obecnej Mołdawii były zamieszkiwane m.in. przez Daków, były też penetrowane przez koczowników Wielkiego Stepu – Scytów. Położenie na strategicznym szlaku między Europą i Azją spowodowało, że w średniowieczu ziemie Mołdawii były miejscem wielu kolejnych inwazji, m.in. Awarów, Pieczyngów, Kumanów, Węgrów, Rusi Kijowskiej i Mongołów.
W końcu XIV wieku powstało Hospodarstwo Mołdawskie, które początkowo podlegało wpływom węgierskim i polskim, a od końca XV wieku stało się lennem imperium osmańskiego.
Największego zasięgu terytorialnego, jak i rozkwitu kultury Mołdawia zaznała podczas rządów hospodara Stefana III Wielkiego. W przeciągu jego panowania Mołdawia stała się silnym organizmem państwowym utrzymującym niepodległość wbrew interesom i ambicjom Królestwa Węgier, Królestwa Polskiego, Hospodarstwa Wołoskiego oraz Imperium Osmańskiego dążących do jej podporządkowania. Stefan, zgodnie z tradycją zwyciężył w 34 ze swoich 36 bitew, pokonując m.in. wojska króla węgierskiego Macieja Korwina i króla polskiego Jana Olbrachta. W 1484 roku Stefan oddał Turcji ziemie mołdawskie położone nad Morzem Czarnym z Kilią i Białogrodem, na których utworzono prowincję turecką o nazwie Budziak. Oddanie Budziaku zażegnało groźbę wojny z Turcją i likwidacji państwa mołdawskiego. Po śmierci Stefana Mołdawia popadła w zależność od Turcji, pozostając do XIX wieku lennem Imperium Osmańskiego.
Po osłabieniu Turcji licznymi wojnami z Austrią i Rosją, zaczęła ona powoli tracić kontrolę nad terenami lennymi, w tym Mołdawią.
W 1774 roku obszary północnej Mołdawii z Suczawą i Czerniowcami zostały przyłączone do Imperium Habsburgów. Początkowo tereny te stanowiły część Galicji. 4 marca 1849 utworzono na tych obszarach Księstwo Bukowiny, jako odrębny kraj koronny Austrii, które przetrwało aż do rozpadu monarchii w 1918 roku. W 1945 roku Bukowina została podzielona między Rumunię (Bukowina południowa) i Ukrainę (Bukowina północna).
W 1812 roku wschodnia część Mołdawii, tzw. Besarabia, a także Budziak, zostały przyłączone do Rosji. W traktacie paryskim z 1856 roku kończącym wojnę krymską, mocarstwa europejskie zdecydowały, iż Mołdawia i Wołoszczyzna pozostaną krajami autonomicznymi w składzie Imperium Osmańskiego, znajdującymi się jednakże pod wspólnym protektoratem „siedmiu dużych” (Rosji, Wielkiej Brytanii, Austrii, Prus, Francji, Turcji i Szwecji). Porozumienie zaowocowało również przyłączeniem do Mołdawii części Budziaku z Izmaiłem, Białogrodem i Kilią. W traktacie berlińskim z 1878 roku Rumunia zrzekła się na rzecz Rosji Budziaku, przyznanego Mołdawii w 1856 roku.

### Zjednoczone Księstwa
W 1859 roku książę Alexandru Ioan Cuza wybrany został zarazem władcą Mołdawii i Wołoszczyzny, co dało początek Zjednoczonym Księstwom Mołdawii i Wołoszczyzny. W 1862 roku zmieniono nazwę państwa na Zjednoczone Księstwa Rumunii. Tę początkowo luźną unię przekształcono w 1866 roku we wspólne, unitarne państwo – Księstwo Rumunii, nazwane tak na cześć starożytnych Rzymian, od których mieli jakoby pochodzić współcześni mieszkańcy kraju.

### Gubernia besarabska

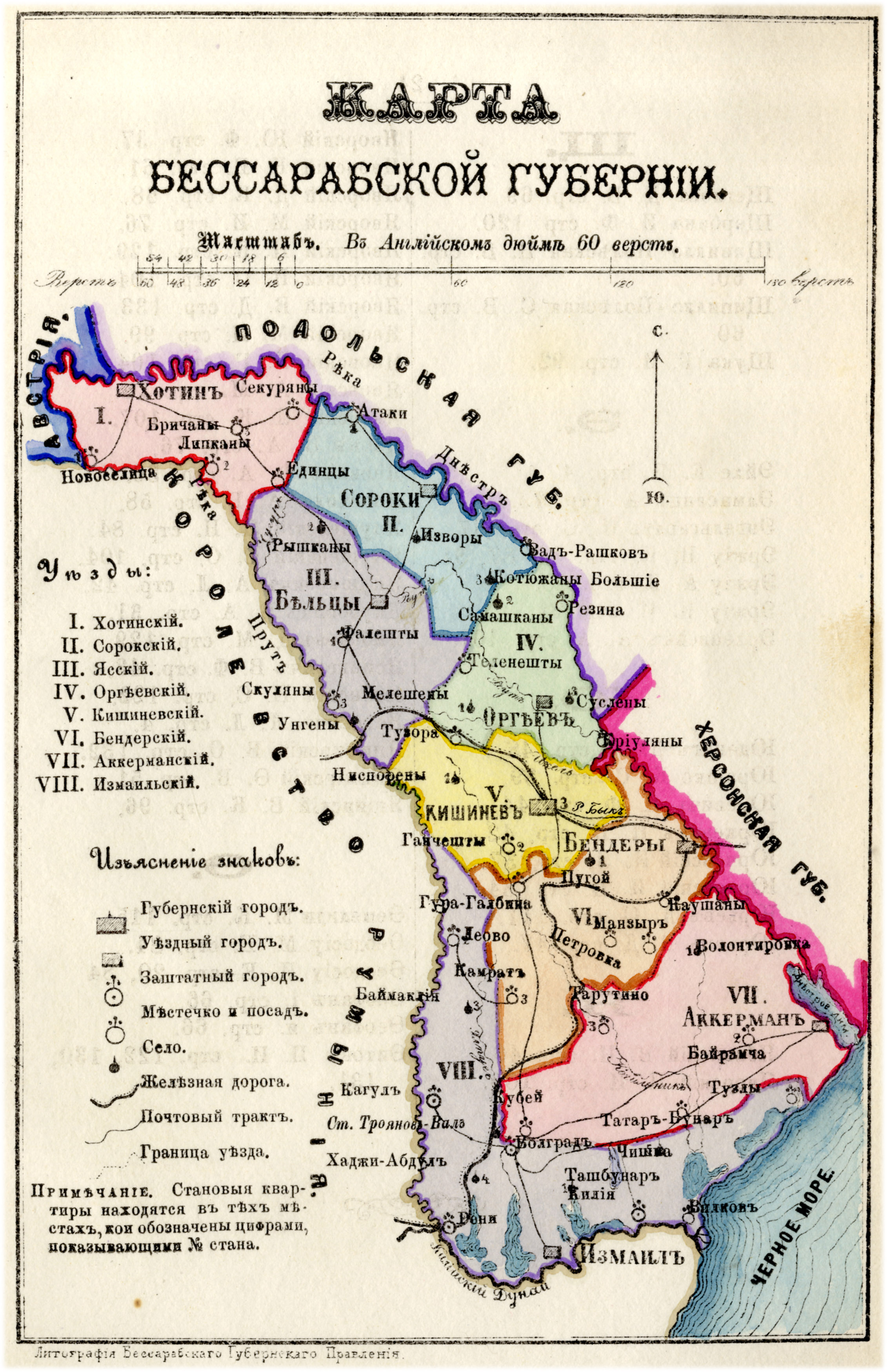
Gubernia besarabska, mapa rosyjska z 1883 roku

W XVIII w. roszczenia do panowania w regionie zaczęła wysuwać Rosja, czego efektem był szereg wojen rosyjsko-tureckich. W efekcie jednej z nich w 1812 wschodnia część Hospodarstwa Mołdawskiego Besarabia, jako teren lenny imperium osmańskiego, została przyłączona do Rosji. Do Rosji wówczas przyłączono także zamieszkały przez Mołdawian Budziak, stanowiący dotąd bezpośrednią część Turcji.
Dzieje Besarabii toczyły się odtąd odmiennie od zachodniej części państwa, gdzie w latach 1859–1866 doszło do zjednoczenia z Hospodarstwem Wołoskim, co stanowiło podstawę utworzenia nowoczesnego państwa rumuńskiego. Na terenach przyłączonych do Rosji utworzono obwód besarabski przekształcony w 1873 roku w gubernię besarabską. Terytorium Besarabii (w dużej mierze pokrywające się z terenem dzisiejszego państwa mołdawskiego) wraz z głównymi miastami: Kiszyniowem, Bielcami i Benderami (Tighiną) przez cały XIX wiek stanowiło część Imperium Rosyjskiego (guberni besarabskiej, podolskiej i odeskiej), choć pretensje do tych terenów zgłaszała Rumunia. Podział regionu spowodował izolację mieszkańców Besarabii od procesu budowy rumuńskiej tożsamości narodowej i zapoczątkował różnicowanie się tożsamości etnicznej mieszkańców wschodniej oraz zachodniej Mołdawii.

### Mołdawska Republika Demokratyczna

Flaga „Mołdawskiej Republiki Demokratycznej i Niepodległej” z 1918 roku

Rewolucje w Rosji umożliwiły zwołanie w październiku 1917 roku Zjazdu Chłopów Besarabii, a następnie Zjazdu Żołnierzy Mołdawskich. W ich wyniku doszło do powołania Rady Krajowej. 2 grudnia 1917 roku Rada Krajowa przyjęła deklarację o utworzeniu Mołdawskiej Republiki Ludowej w ramach Rosyjskiej FSRR. 24 stycznia 1918 r. ogłoszono, za zgodą Rosyjskiej FSRR, niepodległość i zmieniono nazwę państwa na Mołdawska Republika Demokratyczna, ale już po kilku miesiącach została ona przyłączona do Rumunii.
Z inicjatywy bolszewickich działaczy Mołdawskiej Republiki Demokratycznej, przebywających na uchodźstwie od czasu wkroczenia wojsk rumuńskich do Besarabii podjęto na lewym brzegu Dniestru przygotowania do utworzenia alternatywnego organizmu państwowego. Oprócz ziem guberni besarabskiej, w skład republiki miały wejść: ujezd tyraspolski (gubernia chersońska) oraz ujezdy bałcki i olgopolski (gubernia podolska) zamieszkiwane w większości przez etnicznych Mołdawian. Besarabska Socjalistyczna Republika Radziecka została proklamowana 11 maja 1919 roku przez mołdawski „Tymczasowy Rząd Robotniczo-Chłopski na uchodźstwie” jako autonomiczny region Rosyjskiej FSRR. Wobec okupacji Besarabii przez wojska rumuńskie, siedziba władz republiki znajdowała się początkowo w Odessie. W trakcie walk z Białą Armią, polskiej i francuskiej interwencji militarnej, stolica republiki została 2 sierpnia 1919 roku przesunięta do Tyraspola. Pod koniec września 1919 roku republika de facto przestała istnieć, choć oficjalnie jej nie rozwiązano. Polska okupacja terytoriów republiki zakończyła się 29 grudnia 1920 roku.
Na mocy postanowień traktatu paryskiego z 28 października 1920 r. mocarstwa zachodnie uznały przyłączenie Besarabii do Rumunii. Podczas negocjowania traktatu byli nieobecni zarówno rosyjscy, jak i besarabscy przedstawiciele, co było głównym powodem do nieuznania traktatu przez Rosyjską FSRR i później ZSRR.

### Mołdawska ASRR

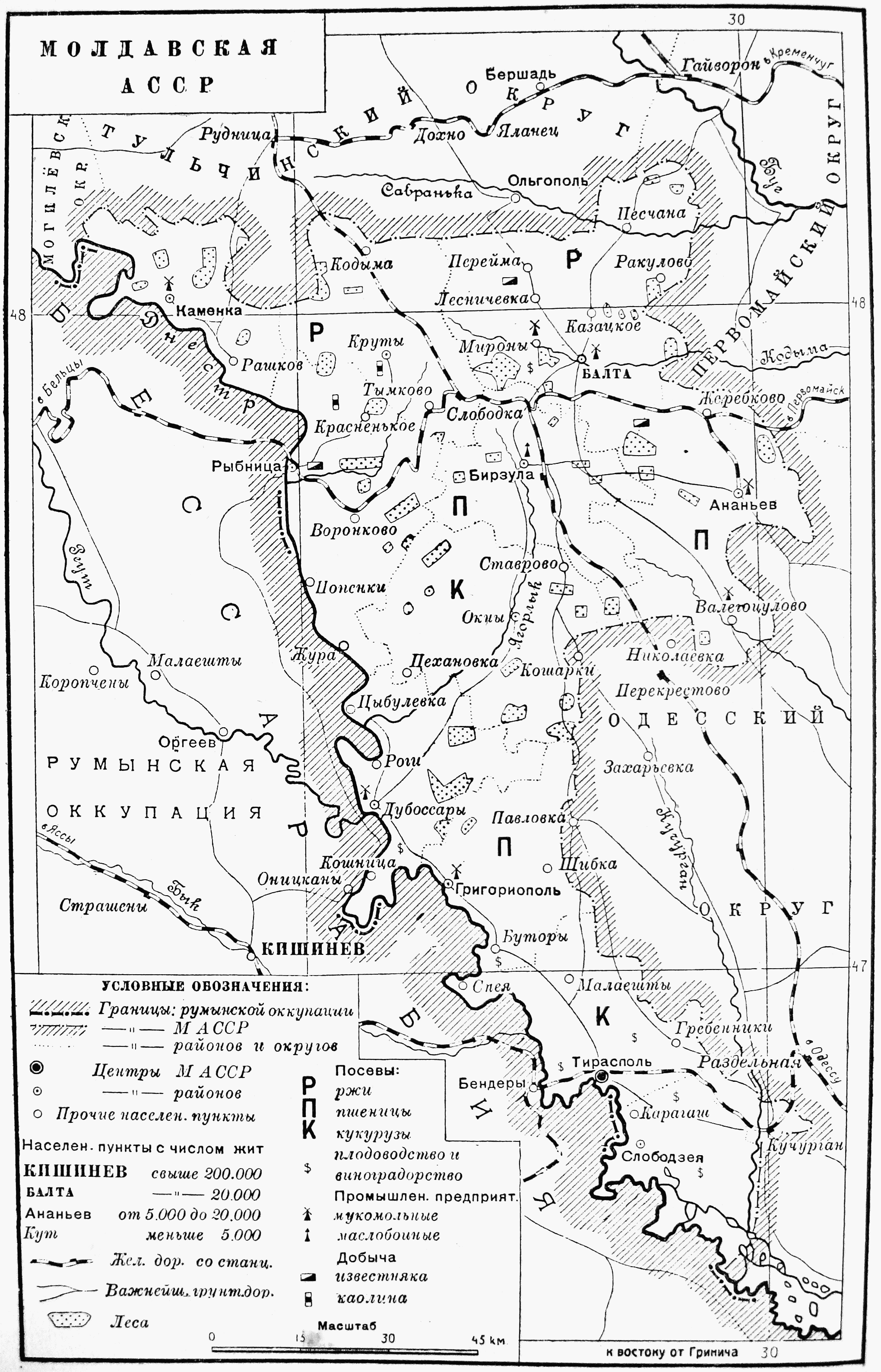
Mołdawska ASRR w latach 1924–1940, mapa radziecka z 1930 roku

W 1924 r. Rady Najwyższe Ukraińskiej SRR i ZSRR zdecydowały o utworzeniu na terenie Ukraińskiej SRR Mołdawskiego Obwodu Autonomicznego (6/7 III 1924 r.), który 12 X 1924 został przekształcony w Mołdawską Autonomiczną Socjalistyczną Republikę Radziecką, która miała stanowić „odskocznię” do zaanektowania terenów Besarabii położonych po prawej stronie Dniestru, których włączenia do Rumunii ZSRR nigdy nie uznał.
Dodatkowym powodem była prowadzona przez rumuńskie władze planowa rumunizacja Besarabii. Urzędowymi językami na terenie Mołdawskiej ASRR stały się: rosyjski, ukraiński oraz mołdawski (reaktywowana nazwa języka, który od XVIII w. był utożsamiany z rumuńskim; mołdawski był od 1938 r. zapisywany w ZSRR wyłącznie cyrylicą). Oficjalną stolicą Mołdawskiej ASRR było „czasowo okupowane miasto Kiszyniów”, zaś faktyczną siedzibę władz MASRR ulokowano w Bałcie, a po 1929 r. przeniesiono ją do największego gospodarczego ośrodka republiki Tyraspola, gdzie pozostała do 1940 r.

### Mołdawska SRR
W tajnym protokole dodatkowym do podpisanego 23 sierpnia 1939 roku paktu Ribbentrop-Mołotow Besarabię określono jako obszar znajdujący się w obszarze zainteresowania ZSRR, poza obszarem interesów Niemiec. W maju 1940 roku ZSRR zaczął coraz częściej wysuwać roszczenia do terenów położonych między Dniestrem a Prutem (dawna rosyjska gubernia besarabska), przyłączonych do Rumunii w 1918 roku. 28 czerwca 1940 roku wręczone zostało rumuńskiemu ambasadorowi w Moskwie Grigore Gafencu ultimatum z 48 godzinnym terminem na ewakuację administracji i wojska z żądanego terytorium. Pozbawiona oparcia w sojusznikach z Berlina, a jednocześnie od zachodu zagrożona roszczeniami węgierskimi, Rumunia przystała na ultimatum, w którym odstępowała te tereny na rzecz ZSRR. Z terenów odstąpionych tzw. Besarabii (z wyjątkiem żup: białogrodzkiej, izmailskiej i chocimskiej, które włączono do Ukraińskiej SRR) oraz wschodniej części MASRR (Bałtę i okolice przyłączono z powrotem bezpośrednio do Ukraińskiej SRR) utworzono Mołdawską Socjalistyczną Republikę Radziecką ze stolicą w Kiszyniowie.
Nowa sytuacja geopolityczna nie trwała długo, gdyż już w 1941 roku Niemcy wraz z sojusznikami napadły na Związek Radziecki i Rumuni uzyskali możliwość odnowienia kontroli nad Besarabią. Do Wielkiej Rumunii (rum. România Mare) przyłączono wówczas nie tylko tereny stracone w 1940 roku, ale również obszar pomiędzy Dniestrem a Bohem (z Tyraspolem, Bałtą, Odessą i Winnicą), który nazwano Transnistria (tj. Zadniestrze). W 1944 roku, po wkroczeniu Armii Czerwonej na Bałkany, przywrócono granicę rumuńsko-radziecką na Prucie oraz istnienie Mołdawskiej SRR.

### Republika Mołdawii
Po klęsce puczu Janajewa 27 sierpnia 1991 roku Mołdawia ogłosiła niepodległość, stając się w grudniu członkiem Wspólnoty Niepodległych Państw, podobnie jak większość byłych republik radzieckich. Początkowo pojawiły się tendencje unifikacji z Rumunią, jednak w marcu 1994 roku w referendum zdecydowana większość głosujących opowiedziała się za niepodległością Mołdawii. Na podstawie Rezolucji Rady Bezpieczeństwa ONZ nr 739 z 5 lutego 1992 roku Mołdawia została członkiem ONZ.
Tendencje do unifikacji z Rumunią, choć nie odniosły skutku, doprowadziły do secesji terenów położonych na lewym brzegu Dniestru zamieszkanych w dużej mierze przez ludność rosyjską i ukraińską. Efektem secesji była proklamacja Naddniestrzańskiej Republiki Mołdawskiej. Kiszyniów podjął w 1992 próbę zbrojnego ustanowienia władzy w Naddniestrzu, jednak bezskutecznie. Kluczową rolę odegrała w tym konflikcie rosyjska 14. armia; rosyjskie siły zbrojne stacjonują w tym regionie do dziś. Od czasu zakończenia walk toczony jest proces zmierzający do pokojowego rozwiązania problemu Mołdawii Naddniestrzańskiej, funkcjonującej jako niezależne państwo, nieuznawanej jednak na arenie międzynarodowej przez żaden kraj na świecie (nawet Rosję).
W styczniu 2011 roku Organizacja Bezpieczeństwa i Współpracy w Europie rozpoczęła sondowanie stron ws. rozpoczęcia wielostronnych rozmów pokojowych w formule 5+2 (OBWE, Rosja, Ukraina i jako obserwatorzy Unia Europejska i Stany Zjednoczone).
Zwyciężając w wyborach parlamentarnych w Mołdawii w 2001 roku, Partia Komunistów uzyskała 71 ze 101 miejsc w Parlamencie. 4 kwietnia 2001 roku Vladimir Voronin został wybrany na prezydenta. Mołdawia stała się pierwszym postkomunistycznym państwem, gdzie brak reform spowodował powrót do władzy komunistów. W tym okresie premierem był Vasile Tarlev (2001–2008), a następnie Zinaida Greceanîi (2008–2009). W latach 2001–2003 stosunki między Mołdawią, a Rosją znacznie się polepszyły, jednak w okresie 2003–2006 pogorszyły się, czego kulminacją było embargo na mołdawskie wino. Partia Komunistów pozostawała u władzy przez osiem lat. Ich upadek rozpoczął się, kiedy Marian Lupu dołączył do Partii Demokratycznej.
W kwietniu 2009 roku wybory parlamentarne oficjalnie zwyciężyła Partia Komunistów Republiki Mołdawii uzyskując poparcie 49,48% na czele z Vladimirem Voroninem. Natomiast Partia Liberalna zdobyła 13,14% głosów, Partia Liberalno-Demokratyczna 12,43%, a Sojusz Nasza Mołdawia 9,77%. Kontrowersyjne wyniki wznieciły protesty w Kiszyniowie.
W sierpniu 2009 roku cztery mołdawskie partie opozycyjne zgodziły się stworzyć koalicję Sojusz na rzecz Integracji Europejskiej, która po ponownych wyborach w lipcu tego samego roku sprawiła, że komuniści znaleźli się w opozycji. Prezydent Voronin zrezygnował z funkcji 11 września 2009 roku, jednak Parlamentowi nie udało się wybrać prezydenta. Wobec tego faktu, rządząca koalicja zorganizowała referendum w 2010 roku w sprawie bezpośredniego wyboru prezydenta przez obywateli. Referendum z powodu niższej od wymaganej frekwencji wyborczej, nie było prawnie wiążące. W efekcie po raz kolejny odbyły się wybory w listopadzie 2010 roku, które wygrała czteropartyjna koalicja prozachodnia. W 2014 roku Mołdawia utrzymała prozachodni kierunek, wybierając w wyborach znów koalicję opowiadającą się za zacieśnieniem współpracy z Unią Europejską.
Od 2015 największy wpływ na funkcjonowanie mołdawskiego państwa miał oligarcha Vlad Plahotniuc, przewodniczący rządzącej Partii Demokratycznej. Nie sprawował on jednak żadnego stanowiska państwowego, gdyż premierem był Pavel Filip. Partia Plahotniuca opowiadała się za kierunkiem proeuropejskim i posługiwała się silnie antyrosyjską retoryką oraz podejmowała antyrosyjskie inicjatywy, jednocześnie jednak faktycznie współpracując z prorosyjską Partią Socjalistów i prezydentem Igorem Dodonem. Plahotniuc bowiem blokował reformy proeuropejskie i oligarchizował system polityczny. Porozumienie obu partii miało doprowadzić do polaryzacji elektoratu i utrzymaniu duopolu partyjnego. W wyborach parlamentarnych w lutym 2019 roku najlepsze wyniki uzyskały Partia Socjalistyczna i Partia Demokratyczna. Trzeci wynik zdobył natomiast proeuropejski ACUM Mai Sandu i Andreia Nastasego. Partia Demokratyczna zaczęła pozorowane rozmowy koalicyjne z ACUM, które planowała zakończyć porażką i koalicją z socjalistami. Obie największe partie dążyły od początku do koalicji, jednocześnie wygaszając pozorowaną wrogość.
3 czerwca 2019 r. do Kiszyniowa przyjechali wicepremier Rosji i przedstawiciel prezydenta ds. Mołdawii Dmitrij Kozak, przedstawiciel Departamentu Stanu USA ds. Europy Wschodniej Bradley Freden i komisarz Unii Europejskiej do spraw rozszerzenia, Johannes Hahn, a każdy z nich odbył serię spotkań z politykami mołdawskimi, efektem czego był powrót do negocjacji koalicyjnych między socjalistami i ACUM, które już 8 czerwca zakończyły się powodzeniem. Dzień później podporządkowany Plahotniucowi Sąd Konstytucyjny zdymisjonował prezydenta, a dotychczasowy premier Filip rozwiązał parlament, a w odpowiedzi prezydent anulował rozwiązanie parlamentu. Partia Demokratyczna zaczęła organizować demonstracje, jednak 14 czerwca Plahotniuc wyjechał z kraju, a do końca miesiąca sędziowie Sądu Konstytucyjnego podali się do dymisji. Celem nowego rządu została deoligarchizacja polityki i przygotowanie nowych wyborów.

## Ustrój polityczny

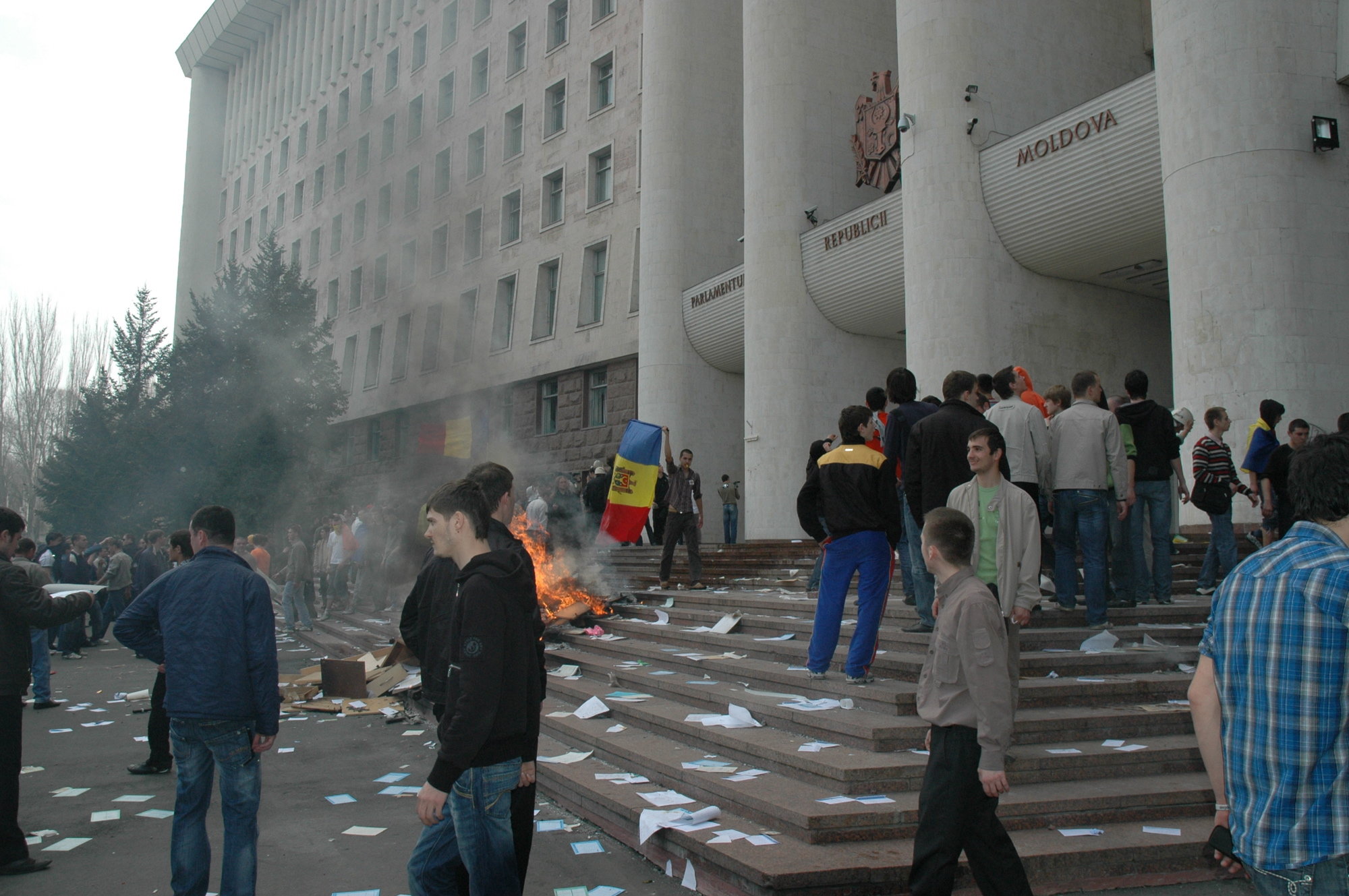
Zamieszki w Mołdawii w 2009 roku

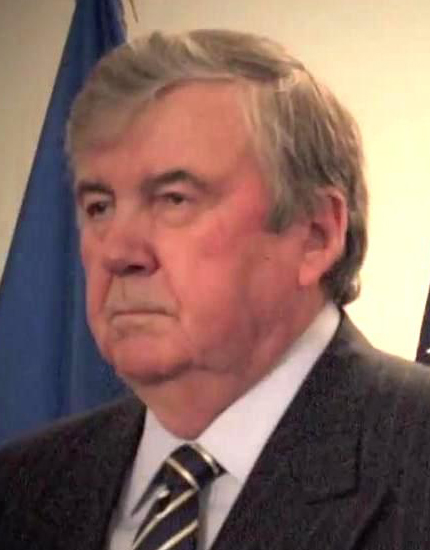
Mircea Snegur – prezydent Mołdawii w latach 1990–1996

Mołdawia jest oficjalnie republiką parlamentarną (tak stanowi konstytucja kraju z 1994 nowelizowana w 2003).
Na czele państwa stoi prezydent, wybierany przez parlament większością 3/5 głosów (tak było w latach 2001–2016), natomiast od 1991 do 2001 i od 2016 głowa państwa wybierana jest przez obywateli. Prezydent przyjmuje ambasadorów, wysyła przedstawicieli Mołdawii do obcych państw, ratyfikuje umowy międzynarodowe, reprezentuje państwo na zewnątrz. Ma prawo mianowania premiera po każdych wyborach parlamentarnych, podpisuje ustawy, które może odesłać do Trybunału Konstytucyjnego, w szczególnych przypadkach zachowuje prawo weta wobec parlamentarnych przedłożeń. Prezydent nadaje obywatelstwo cudzoziemcom, stosuje prawo łaski, a także posiada specjalne uprawnienia w dziedzinie wojskowości.
Ogółem spraw kieruje w Mołdawii prezes rady ministrów, wybierany przez parlament bezwzględną większością głosów. Stoi on na czele rządu, który podlega parlamentowi i może być przez niego odwołany.

### Stosunki z Unią Europejską

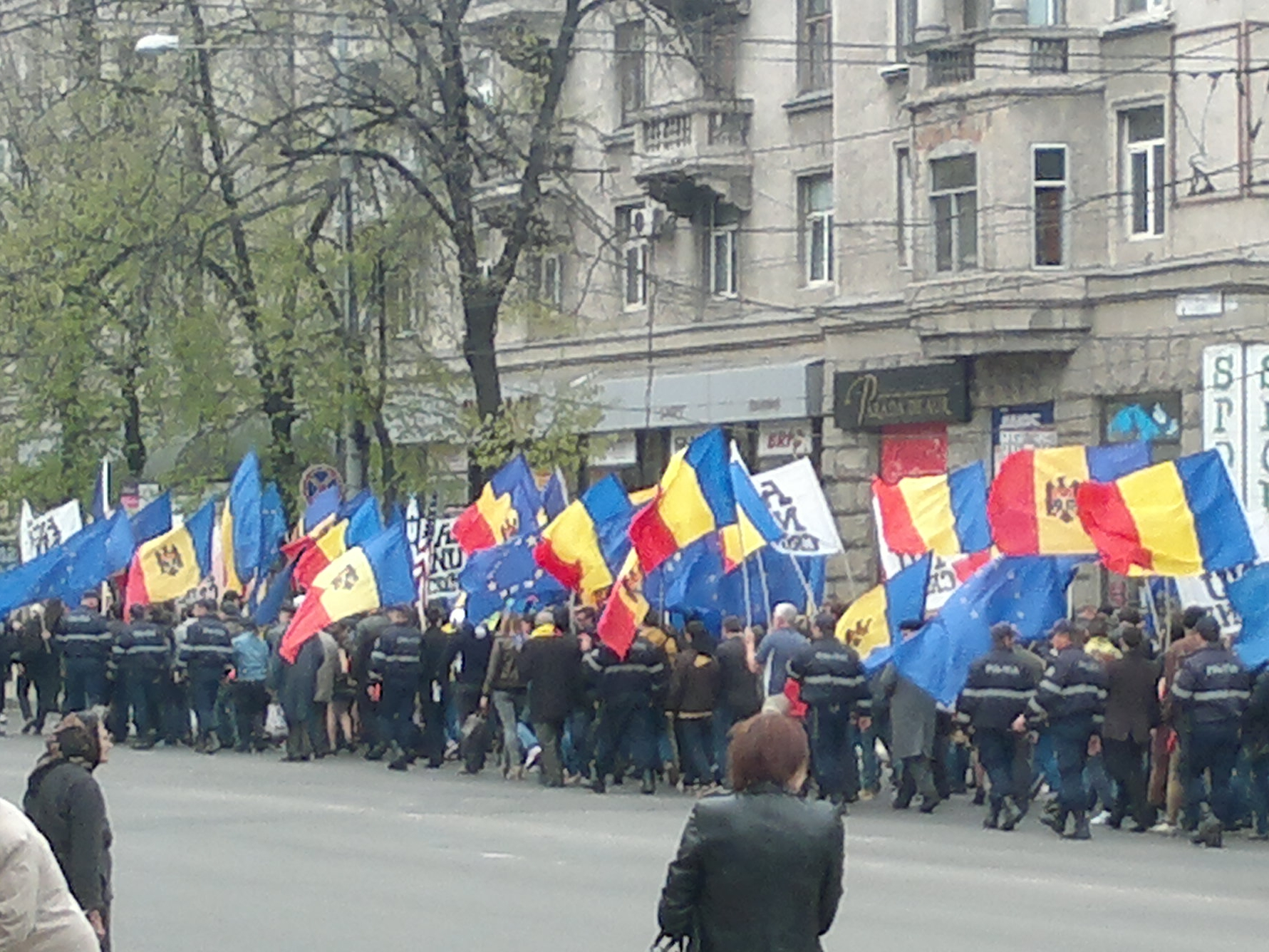
Proeuropejska manifestacja w Kiszyniowie, 6 kwietnia 2014 roku

W 1998 r. weszła w życie umowa o partnerstwie i współpracy, a od 2010 r. trwały negocjacje w sprawie umowy o stowarzyszeniu zwieńczone podpisaniem umowy stowarzyszeniowej 27 czerwca 2014. Proces hamowany jest przez opozycję, której zdaniem prawdziwym celem integracji europejskiej jest „rumunizacja” Mołdawii, pozbawienie jej niepodległości i wprowadzenie bocznymi drzwiami do NATO. Po inwazji Rosji na Ukrainę, w związku z obawami o rozlanie się konfliktu na ten kraj, zwłaszcza z obszaru Naddniestrza, gdzie od lat stacjonuje rosyjska armia, Mołdawia złożyła wniosek o przyjęcie do Unii Europejskiej i w czerwcu 2022 r. zyskała status kandydata. 14 grudnia 2023 r. ogłoszono, że Rada Europejska rozpoczyna negocjacje akcesyjne z Ukrainą (oraz z Mołdawią).

### Rada Europy
3 lipca 1995 r. Mołdawia weszła w skład Rady Europy. Jest stroną 107 konwencji Rady Europy.

## Podział administracyjny

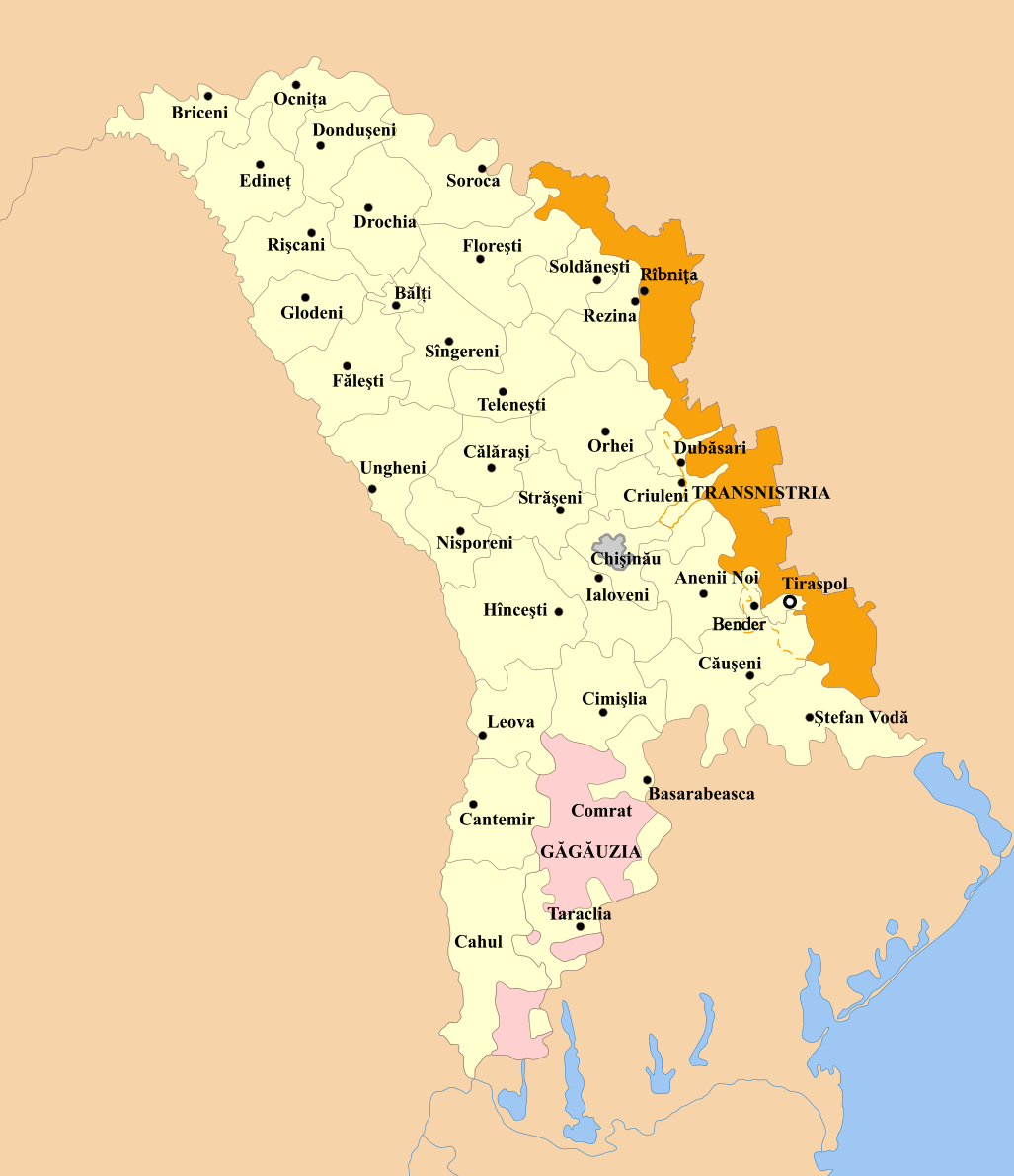
Podział administracyjny Mołdawii (na różowo Gagauzja, a na pomarańczowo Naddniestrze)

Mołdawia podzielona jest na 32 regiony oraz 5 miast wydzielonych. Poza tym w jej skład wchodzi terytorium autonomiczne – Gagauzja oraz Naddniestrze – obszar, który w następstwie wojny w latach 90. XX wieku ogłosił secesję i który faktycznie funkcjonuje poza kontrolą Kiszyniowa.
Na Terytorium Autonomicznym Gagauzji językami urzędowymi są, obok rumuńskiego, gagauski i rosyjski, choć sami Rosjanie stanowią niewielką część ludności tego obszaru. Rdzenną ludność Gagauzji (ponad 80%) stanowią Gagauzi – tureckojęzyczni prawosławni chrześcijanie.

## Siły Zbrojne
W Siłach Zbrojnych Republiki Mołdawii w 2025 roku służyło 8500 żołnierzy, z czego w Siłach Lądowych 4000, w Siłach Powietrznych 710, a w armijnych organizacjach paramilitarnych 2000. Rezerwa liczy 67000 osób.
W skład Sił Zbrojnych Republiki Mołdawii wchodzą:
- Armia Narodowa, w tym:

- Siły Lądowe (Forțele Terestre ale Republicii Moldova),
- Siły Powietrzne (Forțele Aeriene ale Republicii Moldova)

- Generalny Inspektorat Karabinierów (Inspectoratul General de Carabinieri)[c].

Do 2012 roku w skład Sił Zbrojnych Republiki Mołdawii wchodziły jeszcze oddziały straży granicznej (Trupele de Grăniceri).

## Demografia

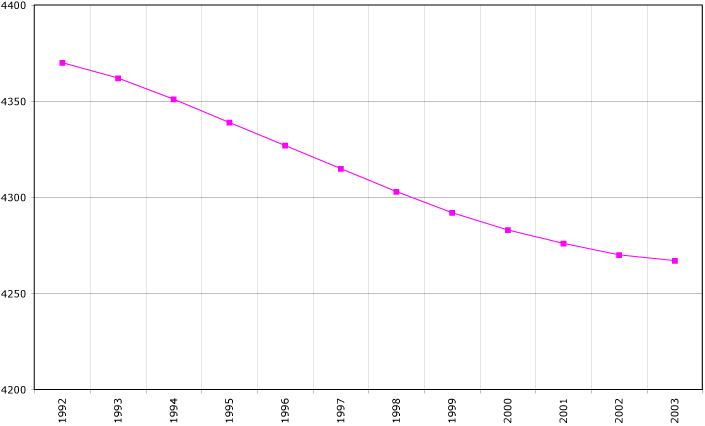
Zmiana liczby ludności Mołdawii

Na podstawie spisu powszechnego z 2014 roku 73,7% mieszkańców stanowią Mołdawianie, 6,9% Rumuni, 6,5% Ukraińcy, 4,5% Gagauzi, 4% Rosjanie, 1,8% Bułgarzy, 0,3% Romowie. Liczba ludności Mołdawii wynosiła odpowiednio około 3,38 miliona w 2004 roku, 2,81 miliona w 2014 roku i 2,45 miliona w 2024 roku. W latach 1989–2004 odsetek osób deklarujących narodowość mołdawską wzrósł, co wynikało nie tylko z emigracji ludności rosyjskiej i ukraińskiej, ale także z procesu odzyskiwania świadomości narodowej przez rodziny zrusyfikowane w poprzednich pokoleniach. W latach 2004 - 2014 najbardziej zmniejszyła się liczba osób deklarujących narodowość mołdawską (−498 tys.), z drugiej strony, liczba osób deklarujących narodowość rumuńską zwiększyła się o 119,5 tys.
| Grupy etniczne | 2004      | 2004      | 2014      | 2014      | 2024      | 2024      |
| Grupy etniczne | Liczba    | %         | Liczba    | %         | Liczba    | %         |
| -------------- | --------- | --------- | --------- | --------- | --------- | --------- |
| Mołdawianie    | 2 742 231 | 69,6      | 2 068 058 | 75,1      | 1 792 200 | 77,2      |
| Rumuni         | 73 529    | 1,9       | 192 800   | 7,0       | 183 500   | 7,9       |
| Ukraińcy       | 442 475   | 11,2      | 181 035   | 6,6       | 114 400   | 4,9       |
| Gaugazi        | 151 596   | 3,8       | 126 010   | 4,6       | 98 200    | 4,2       |
| Rosjanie       | 369 896   | 9,4       | 111 726   | 4,1       | 75 300    | 3,2       |
| Bułgarzy       | 79 520    | 2,0       | 51 867    | 1,9       | 37 000    | 1,6       |
| Romowie        | 12 778    | 0,3       | 9 323     | 0,3       | 8 900     | 0,4       |
| Inni           | 66 654    | 1,7       | 13 905    | 0,5       | 12 500    | 0,5       |
| Ogółem         | 3 938 679 | 3 938 679 | 2 998 235 | 2 998 235 | 2 401 200 | 2 401 200 |

Na spadek liczby ludności Mołdawii wpływa wiele czynników: malejąca dzietność, emigracja zarobkowa etnicznych Mołdawian oraz wyjazdy ludności ukraińskiej i rosyjskiej, która — poza Naddniestrzem — zamieszkuje przede wszystkim większe miasta. Wskaźnik dzietności wynosił kolejno: 2,5 w 1989 roku, 1,24 w 2013 roku i 1,6 w 2023 roku. Od 1999 roku niemal każdego roku liczba zgonów przekracza liczbę urodzeń, a w 2023 roku urodziło się o 70% mniej dzieci niż w 1989 roku.
Ponadto, zgodnie z danymi z 2023 roku, średnia długość życia dla obu płci w Mołdawii jest wciąż stosunkowo niska (71,9 roku) w porównaniu z państwami Unii Europejskiej (81,5 roku). Dodatkowo niekorzystnie na sytuację demograficzną wpływa zjawisko masowej emigracji, wywołane wieloletnimi trudnościami gospodarczymi. Szacuje się, że w ciągu ostatnich 30 lat z kraju wyjechało w celach zarobkowych od 1,1 do 1,2 mln obywateli. Najliczniejsze skupiska diaspory mołdawskiej znajdują się we Włoszech (ok. 300 tys.), Francji (ok. 100–160 tys.) i Niemczech (ok. 100 tys.). Emigracji zarobkowej sprzyja stosunkowo łatwy proces uzyskania przez mieszkańców Mołdawii obywatelstwa rumuńskiego, przysługującego osobom zamieszkującym tereny należące do Rumunii przed rokiem 1940. Szacuje się, że ponad milion Mołdawian posiada rumuński paszport, co pozwala im podejmować pracę na terenie całej Unii Europejskiej.

## Gospodarka
Mołdawia to najbiedniejsze państwo w Europie; jest słabo rozwinięta, silnie uzależniona od importu paliw i surowców. W 1994 rolnictwo i leśnictwo dostarczyły 42% produktu narodowego netto, przemysł i budownictwo – 38%, dochód narodowy na 1 mieszkańca wyniósł 1260 dolarów. Szacuje się, że 90% społeczeństwa żyje poniżej minimum egzystencji. Reformę gospodarki hamują konflikty na tle politycznym i narodowym (w sierpniu 1994 Naddniestrze i tzw. Republika Gagauska otrzymały status terytoriów autonomicznych). W 1993 rozpoczęto program powszechnej prywatyzacji, w listopadzie wprowadzona została własna waluta (lej Mołdawii), natomiast w grudniu Mołdawia otrzymała 103 mln dolarów amerykańskich kredytu od Międzynarodowego Funduszu Walutowego (którego członkiem jest od 1992). Do początku lat 90. większa część ziemi należała do kołchozów i sowchozów (własność prywatna obejmowała ok. 9% areału upraw), następnie została podzielona pomiędzy członków spółdzielni rolniczych. Susze i inne klęski żywiołowe (huragany, powodzie) powodują duże straty w produkcji rolnej. Odkryte na początkach lat 90. złoża ropy naftowej i gazu ziemnego są eksploatowane. W 1994 poziom inflacji zahamowany został do 7,6% miesięcznie (w 1992 wynosił 1500%).

### Rolnictwo

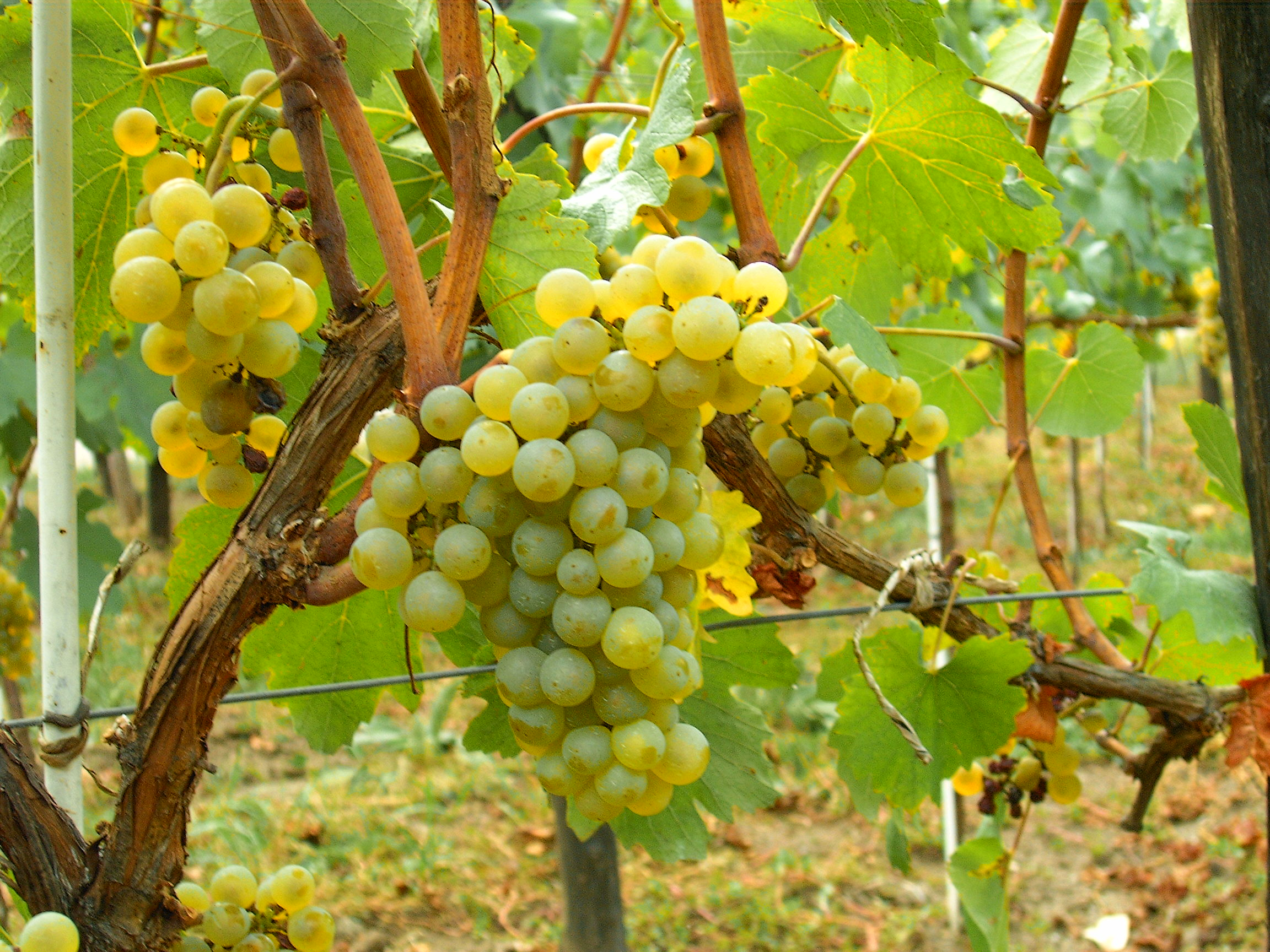
W Republice Mołdawii panują sprzyjające warunki geologiczne i klimatyczne do uprawy winorośli

Powierzchnie rolne zajmują 66% powierzchni państwa. Głównie zboża: pszenica, kukurydza i jęczmień (zbiory 2 mln t – 1998). Rośliny przemysłowe: słonecznik, buraki cukrowe, tytoń, rośliny oleiste. Ważną rolę odgrywa uprawa winorośli (winnice w Mołdawii zajmują ponad 100 tys. ha, a eksport wina stanowi 7,5% eksportu z tego kraju ogółem), drzew owocowych i warzyw. Hodowla bydła (970 tys. – 1993), trzody chlewnej, owiec i kóz, drobiu oraz jedwabników.
Ciosem dla rolnictwa Mołdawii była susza w 2007 roku. Spowodowała ona straty plonów na 80% pól uprawnych, co spowodowało konieczność zaapelowania o pomoc do społeczności międzynarodowej. Odpowiedziała na nie Rosja i Unia Europejska, wysyłając w sierpniu tegoż roku transporty z pomocą żywnościową.

### Przemysł

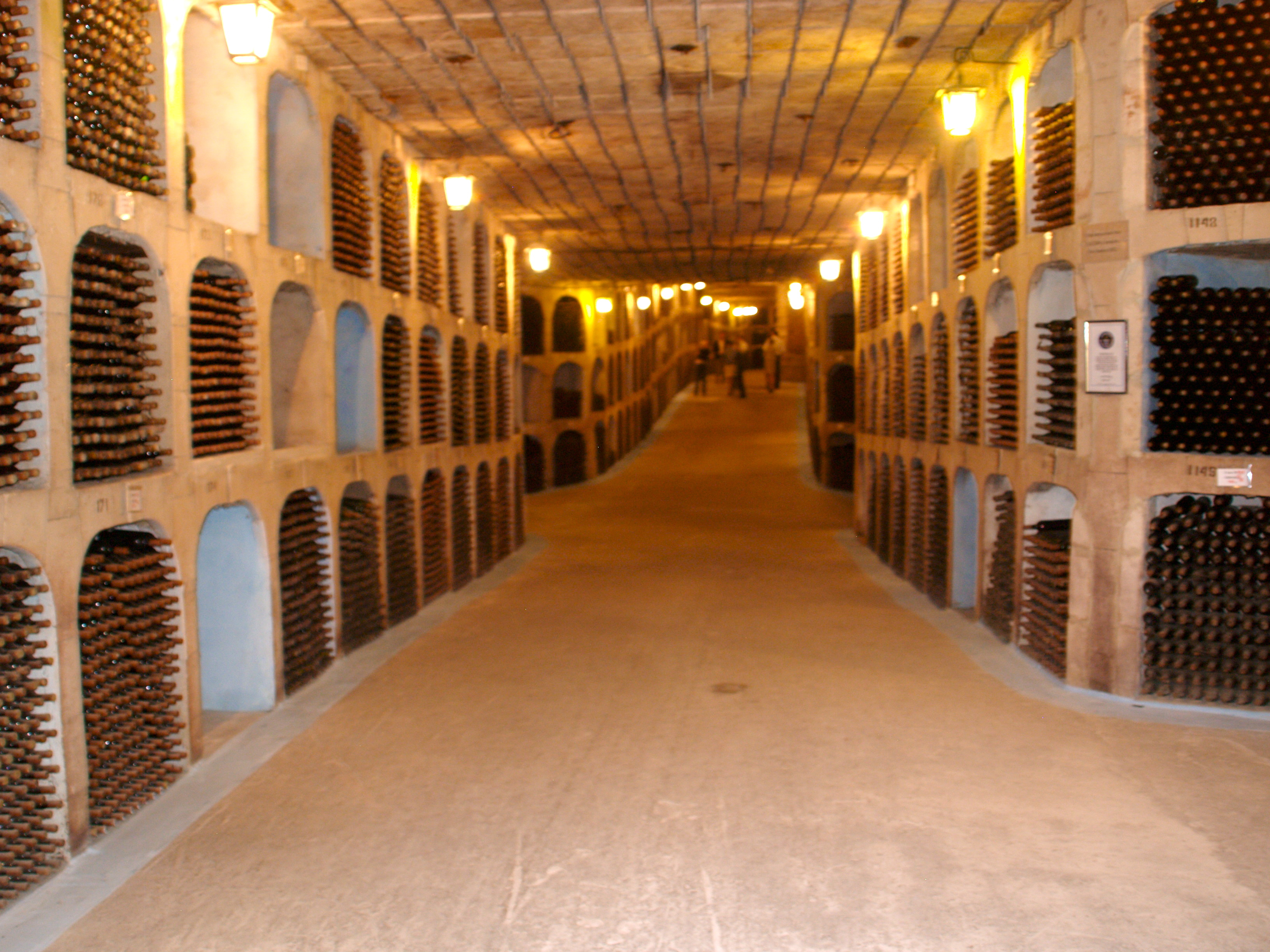
Wioska Mileștii Mici posiada największą w Europie kolekcję wina zawierającą 1,5 miliona butelek

Przemysł spożywczy (owocowo-warzywny, cukrowniczy, olejarski, winiarski, tytoniowy). przemysł lekki (odzieżowy, dziewiarski, skórzano-obuwniczy). przemysł elektromaszynowy (produkcja maszyn rolniczych, transformatorów i silników elektrycznych) i przemysł metalurgiczny (huta stalowych wyrobów walcowanych w Rybnicy), przemysł chemiczny (farby), materiałów budowlanych (cement), drzewny oraz szklarski.
Najbardziej uprzemysłowiony region leży na lewym brzegu Dniestru i pozostaje pod kontrolą władz Naddniestrza (huta i cementownia w Rybnicy, elektrownia w Dniestowsku, zakłady elektromechaniczne w Benderach i Tyraspolu, fabryka kabli w Benderach).

### Energetyka
Z powodu braku dostępu do morza oraz braku zasobów ropy naftowej i węglowodorów, a także ograniczonych możliwości produkcji energii, Mołdawia jest uzależniona od importu energii. W 2020 roku 82,2% energii pochodziło z importu, niemal w całości od Rosji (spadek z 95% w 1991). Władze kraju starają się zmniejszyć zależność od Rosji poprzez budowę połączeń gazowych, łączących Mołdawię z Rumunią. W sierpniu 2014 oddano do użytku interkonektor gazowy Iași – Ungheni, którego przepustowość wynosiła 0,5 mld metrów sześciennych. W sierpniu 2020 ukończono rozbudowę gazociągu, łącząc go ze stolicą Mołdawii – Kiszyniowem oraz zwiększając jego przepustowość do 1,5 mld metrów sześciennych (równowartość rocznego zapotrzebowania Mołdawii na gaz ziemny, z wyłączeniem Naddniestrza). Pomimo ukończenia budowy, do 22 listopada 2021 nie rozpoczęto jeszcze importu gazu z Rumunii.
W Mołdawii obecny udział OZE w profilu energetycznym wynosi 17% całkowitego zapotrzebowania w energię pierwotną, z czego 98% stanowi biomasa (odpady rolnicze, drewno opałowe, odpady z obróbki drewna) wykorzystywana głównie do ogrzewania obszarów wiejskich. W 2020 roku 6% produkcji energii elektrycznej stanowiły odnawialne źródła energii, przede wszystkim farmy wiatrowe i elektrownie słoneczne.

### Transport

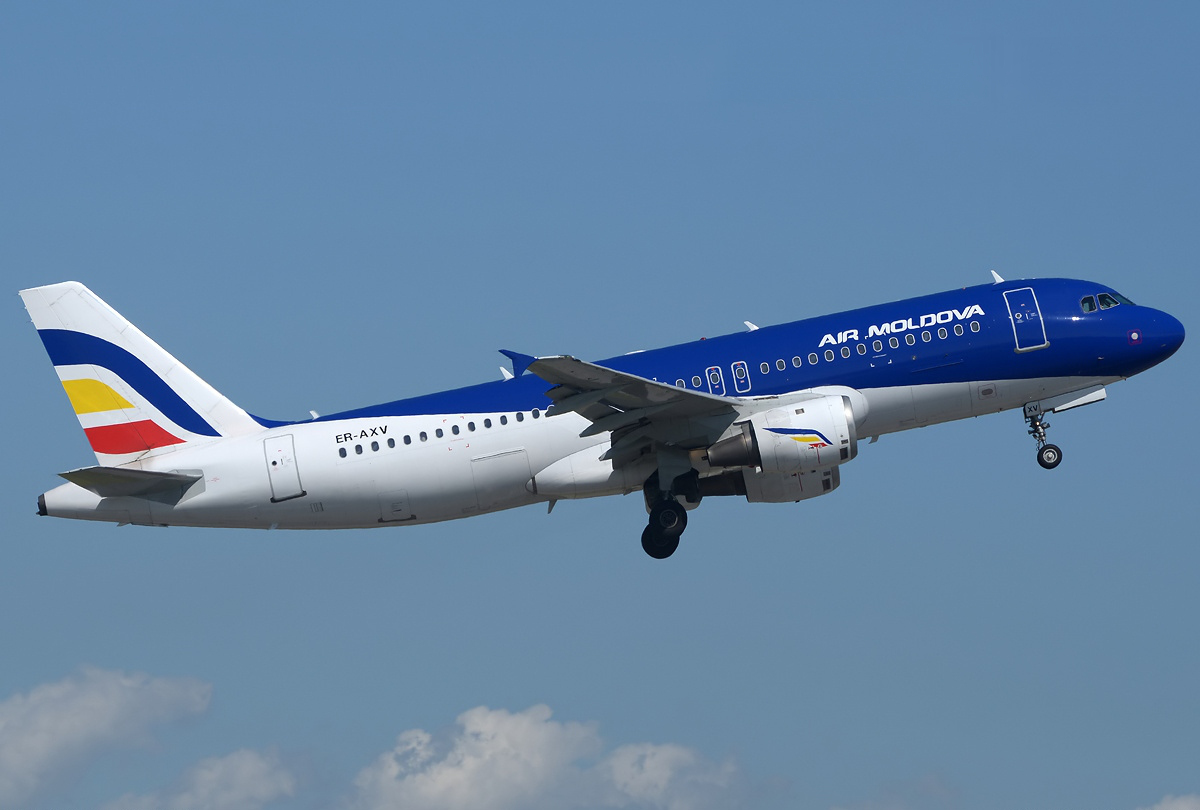
Samolot w barwach Air Moldova

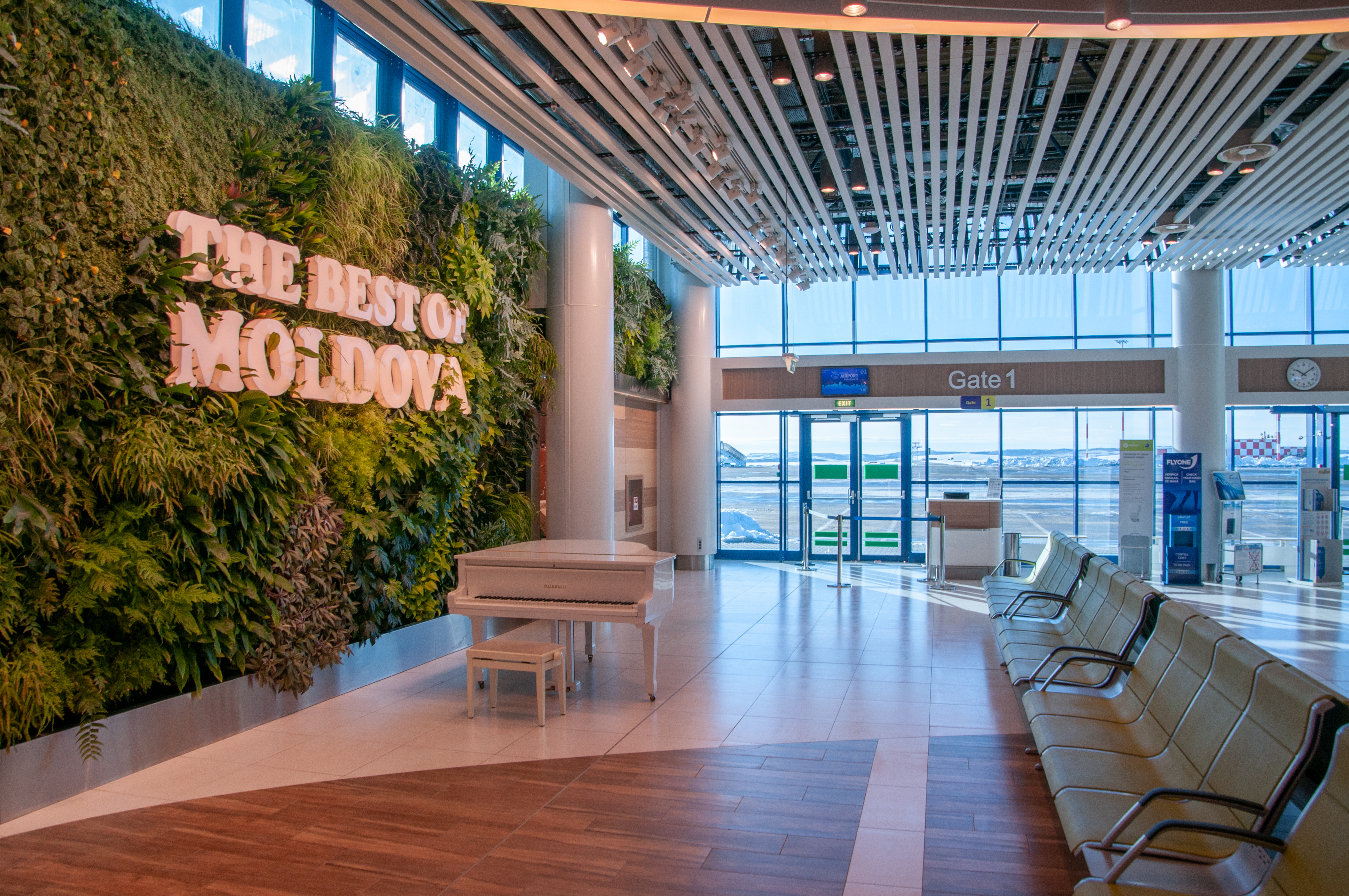
Międzynarodowe Lotnisko w Kiszyniowie

Długość linii kolejowych wynosi 1232 km (2009), siecią kolejową, przewozami pasażerskimi i towarowymi zarządza przedsiębiorstwo Calea Ferată din Moldova. Dróg samochodowych (łącznie z miejskimi) 15,5 tys. km (z tego o twardej nawierzchni 12,8 tys. km), żegluga na Dniestrze. W stolicy działa międzynarodowy port lotniczy Kiszyniów, i kilka innych mniejszych w kraju.
Przez Mołdawię (i separatystyczne Naddniestrze) przebiegają gazociągi łączące Rosję z państwami bałkańskimi. W 2020 r. ukończono budowę gazociągu łączącego Mołdawię z Rumunią (Jassy-Ungheni-Kiszyniów). Pierwszą dostawę gazu do Mołdawii za pośrednictwem tego rurociągu zrealizowano 3 grudnia 2022 roku, co umożliwiło krajowi zmniejszenie zależności od rosyjskich źródeł energii. Nowa infrastruktura pozwala bowiem na przesył nie tylko gazu pochodzącego z Rumunii, lecz także surowca dostarczanego z terminali w Turcji i Grecji.
26 października 2006 roku u ujścia Prutu do Dunaju został uruchomiony port Giurgiulești, będący jedynym dostępnym dla statków pełnomorskich portem w Mołdawii.

### Turystyka
W 2013 roku kraj ten odwiedziło 96 tys. turystów (7,5% więcej niż w roku poprzednim), generując dla niego przychody na poziomie 226 mln dolarów. W 2023 roku Mołdawię odwiedziło około 195 tys. turystów. Choć jest to wzrost w porównaniu z poprzednimi latami, nadal plasuje się ona wśród najmniej popularnych państw w Europie – mniej turystów odnotowano jedynie w Liechtensteinie i San Marino (odpowiednio 114 tys. i 109 tys.).
W 2016 roku w Mołdawii znajdowało się 125 hoteli, w których było łącznie 3250 pokoi i 6427 miejsc noclegowych.

## Kultura

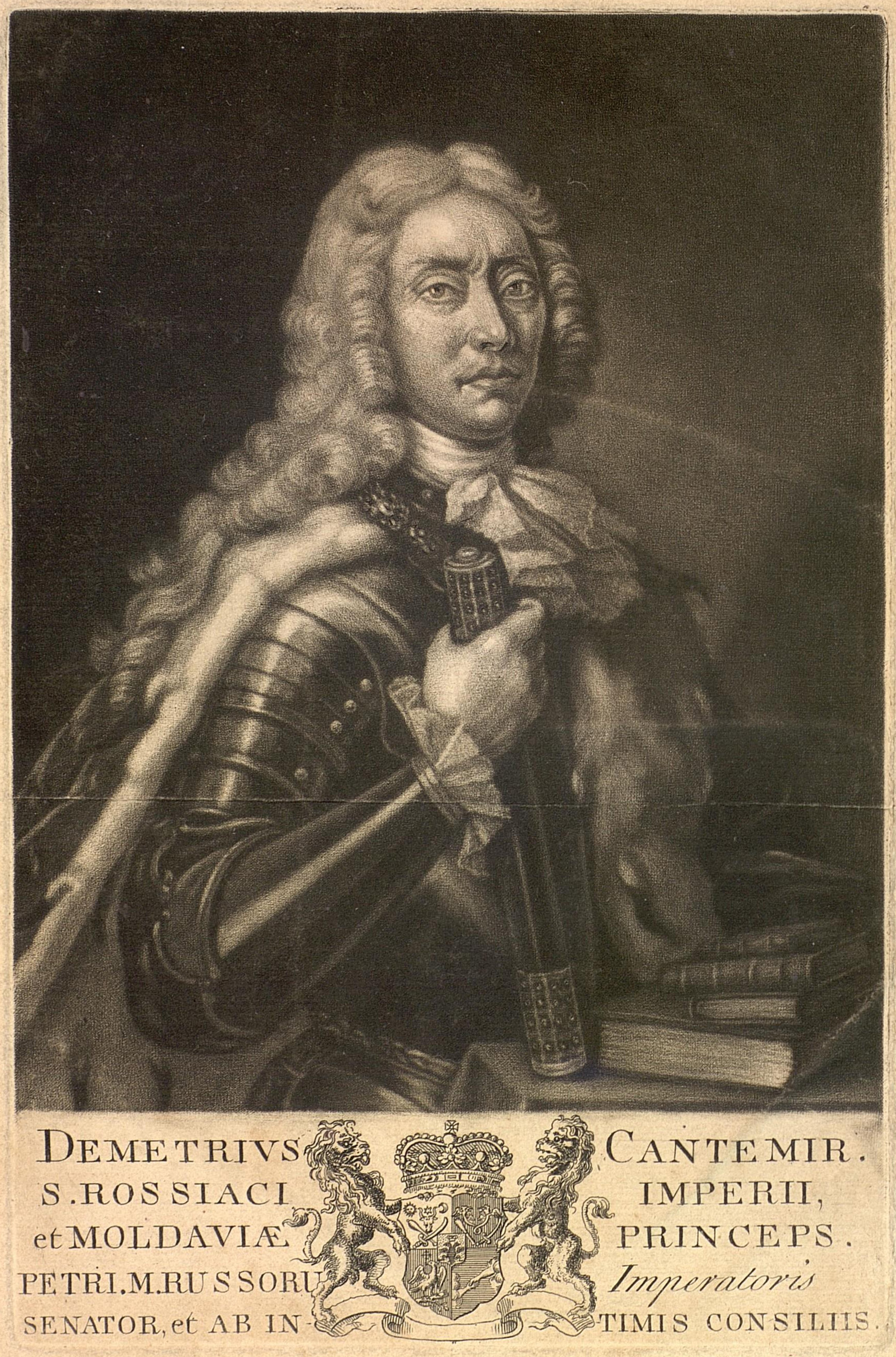
Dymitr Kantemir – hospodar Mołdawii, uważany za jednego z najbardziej wybitnych pisarzy mołdawskich. Autor m.in. Opisu Mołdawii (1716) i pierwszej powieści w języku mołdawskim, pt. Historia hieroglificzna (1705)

### Język i literatura
Mianem literatury mołdawskiej określa się literaturę powstałą w języku mołdawskim (uważanym za dialekt języka rumuńskiego), który używany jest na terenie Republiki Mołdawii, mołdawskiej części Rumunii, północno-wschodniego Siedmiogrodu, Bukowiny, Podola i Odesszczyzny na Ukrainie. Do zapisywania języka mołdawskiego stosowano pierwotnie cyrylicę, którą w latach 1860–1862 oficjalnie zastąpiono alfabetem łacińskim. W okresie dostosowywania rumuńskich dokumentów, map itp. funkcjonował tzw. „alfabet transferowy” (1860-1862), w którym znalazły się zarówno litery łacińskie, jak i litery cyrylicy. W latach 1924–1989, w odróżnieniu od języka rumuńskiego używanego w Rumunii, w Mołdawii język mołdawski zapisywany był za pomocą cyrylicy. Obecnie – tak jak w Rumunii – w Mołdawii używany jest alfabet łaciński, lecz w separatystycznej Mołdawii Naddniestrzańskiej nadal używa się cyrylicy.
Literatura mołdawska rozwijała się początkowo tylko w językach cerkiewnosłowiańskim i ruskim. W XVI wieku pojawiają się pierwsze teksty w języku mołdawskim, m.in. Psałterz szkejański (Psaltirea Scheiană), Psałterz woroniecki (Psaltirea Voronețeană), Psaltirea Hurmuzaki i Kodeks woroniecki (Codicele Voronețean, dokładne daty powstania rękopisów pozostają nieznane). Wielką rolę w kształtowaniu się języka literackiego odegrali mołdawscy kronikarze: Grigore Ureche, Miron Costin, Ion Neculce i inni. Dzięki staraniom pisarza i prawosławnego metropolity Mołdawii Dosyteusza (Dosofteia) język mołdawski stał się obok języka cerkiewno-słowiańskiego językiem liturgicznym w Hospodarstwie Mołdawskim.
Najznaczniejszym zabytkiem literackim napisanym po mołdawsku jest powieść alegoryczna pdt. Historia hieroglificzna (rum. Istoria ieroglifică, 1705) autorstwa Dymitra Kantemira. Historia hieroglificzna jest pierwszą powieścią napisaną w języku mołdawskim w ogóle. Wydarzenia polityczne w Mołdawii z przełomu XVII i XVIII w. są w niej przedstawione jako spór o następstwo tronu, toczący się pomiędzy państwem Lwa, rządzonym przez Jednorożca (tzn. Dymitra Kantemira) a państwem Orła, którym włada Gawron (wołoski książę Constantin Brâncoveanu). Kantemir w swej powieści sprzeciwia się wołoskim ingerencjom w wewnętrzne sprawy Mołdawii.
Pod koniec XVIII wieku zaczęto coraz częściej stosować wobec języka mołdawskiego nazwę „język rumuński”. Niektórzy pisarze mołdawscy zaliczani są jednocześnie do grona najwybitniejszych pisarzy rumuńskich (Gheorghe Asachi, Constantin Negruzzi, Vasile Alecsandri, Mihai Eminescu, Mihail Sadoveanu). W Besarabii, należącej od 1812 roku do Rosji, nazwy „język rumuński” wobec dialektu mołdawskiego używano sporadycznie, a tamtejsi mieszkańcy zachowali w użyciu nazwę „język mołdawski”. Do najwybitniejszych XIX-wiecznych pisarzy besarabskich należą m.in. Alexandru Donici i Constantin Stamati.
Nazwa „język mołdawski”, jako określenie języka urzędowego, była reaktywowana w Mołdawskiej ASRR. Powrócono wówczas do cyrylicy, która była używana oficjalnie w Mołdawskiej SRR do 1989 roku, w Mołdawii Naddniestrzańskiej jest używana do dzisiaj. Zabiegi językowe miały na celu częściowe przerwanie więzi łączących Mołdawię z Rumunią i wzmocnienie tożsamości narodowej Mołdawian. Do pisarzy radzieckich tworzących w języku mołdawskim należą m.in. Leonid Corneanu, Liviu Deleanu, Samson Șleahu, Anatol Gujel, Andriei Lupan, Gheorghe Menciuc, Iosif Balțan i Constantin Condrea. Najbardziej znanymi współczesnymi pisarzami mołdawskimi są, m.in. Ion Druță, Grigore Vieru, Nicolae Dabija i Vasile Stati.
W marcu 2023 r. mołdawski parlament przyjął uchwałę stwierdzającą, że język mołdawski jest w rzeczywistości tożsamy z językiem rumuńskim.

### Muzyka
Ludowa muzyka z nawarstwionymi wpływami rumuńskimi, tureckimi, bułgarskimi, ukraińskimi i rosyjskimi opiera się głównie na diatonice, skalach ze zwiększoną sekundą, a także na pentatonice i skalach wąskozakresowych. Z reguły jednogłosowa pieśń ludowa (m.in. popularna doina), uprawiana przez ludność muzykantów-śpiewaków zwana lautarami, charakteryzuje się bogatą melizmatyką. Tańce (moldoveneasca oleandra, hora, sirba) wykonywano z udziałem tarafów – ludowych orkiestr o bogatym instrumentarium (trombita, caval, kobza, muscal, cymbały, dudy, także skrzypce). Profesjonalna muzyka mołdawska zaczęła się rozwijać po przyłączeniu Besarabii do Rosji (1812). W Kiszyniowie powstała pierwsza uczelnia muzyczna (1901), później Teatr Muzyczno-Dramatyczny (1933), orkiestra symfoniczna (1935). Po utworzeniu Mołdawskiej SRR (1940) powstały: filharmonia, konserwatorium, szkoły muzyczne. Działają też zespoły ludowe. Tradycje muzyki ludowej kontynuują profesjonalne zespoły artystyczne, w tym najczęściej koncertujące:
- Narodowa Orkiestra Muzyki Ludowej „Lautari” z Kiszyniowa pod batutą Nicolae Botgrosa (Orchestra națională de muzică populară „Lăutarii” din Chișinău)[50]
- Orkiestra Braci Adwachowów z Kiszyniowa (Orchestra Fraților Advahov)[51].

Twórczość kompozytorów opiera się głównie na rodzimym folklorze muzycznym (D. Herszfeld, S. Neaga, E. Łazariew, W. Polakow, W. Zagorski i inni).

### Muzyka rozrywkowa

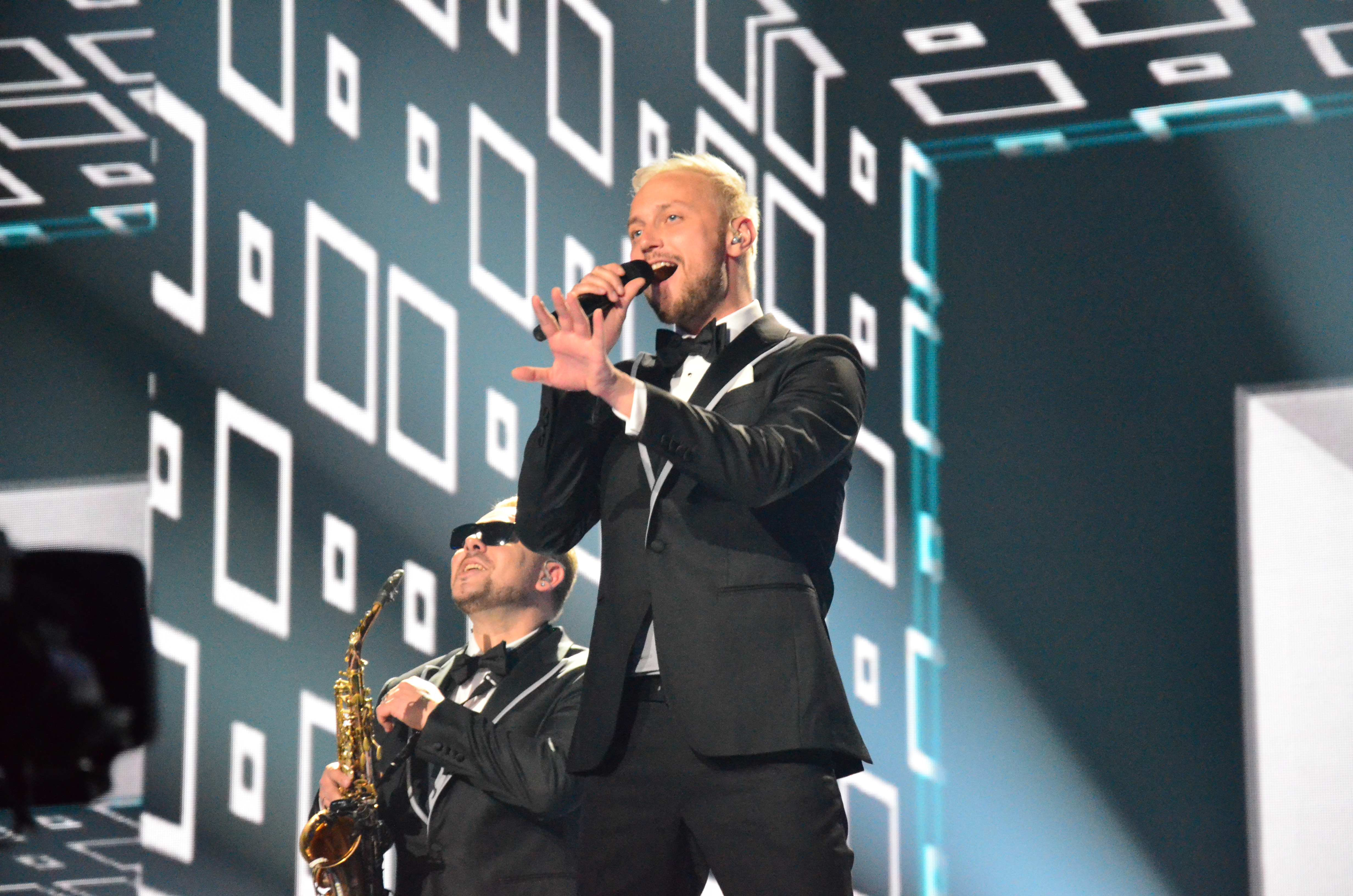
SunStroke Project

W czasach ZSRR popularna była mołdawska wokalistka Sofia Rotaru.
Zdob și Zdub jest mołdawskim zespołem muzycznym, który w swoich utworach łączy muzykę rockową, hip-hopową, folk bałkański oraz ethnic dance. Na świecie zasłynęli biorąc udział jako reprezentacja Mołdawii w 50. Konkursie Piosenki Eurowizji w 2005 r., wykonując utwór Boonika bate doba, zajmując ostatecznie szóste miejsce (drugie w półfinale).
Innym mołdawskim zespołem, który w pierwszej dekadzie XXI wieku zyskał popularność w Europie był wykonujący muzykę disco i dance – O-Zone z piosenką Dragostea din tei.
W XXI wieku także zabłysnął zespół SunStroke Project, który występował 2 razy w Konkursie Piosenki Eurowizji w latach 2010 i 2017. W 2017 roku zajęli wysokie 3. miejsce z 374 punktami z piosenką „Hey Mamma”.

### Film
Pierwsze pokazy filmowe, organizowane przez firmę Pathé, odbyły się w 1896 w Kiszyniowie. W latach 30. filmowcy z Bukaresztu realizowali na terenie Mołdawii filmy krajoznawcze. Miejscowa produkcja filmowa zaczęła się po utworzeniu w 1940 Mołdawskiej SRR. W 1947 w celach propagandowych otwarto w Kiszyniowie oddział moskiewskiej wytwórni filmów dokumentalnych, podporządkowany wkrótce wytwórni kijowskiej, w 1952 przekształcony w wytwórnię mołdawską. Pierwszym filmem fabularnym opartym na motywach mołdawskich była baśń poetycka Andriesz (1955) – debiut S. Paradżanowa, zrealizowany w Mołdawii przez wytwórnię w Kijowie. Od 1958 produkcję fabularną przeniesiono do Kiszyniowa. W latach 60. W sztuce filmowej było widoczne dążenie do poetyckiej ekspresji indywidualnej połączone z paradokumentalną obserwacją życia (m.in. Podróż w kwiecień 1963 i Ostatni miesiąc jesieni 1966, W.K. Dierbieniowa), inspiracje folklorem (m.in. Czerwone połoniny 1966, Lautarzy 1972, oba E. Loteanu), a także impresyjny styl fotografii filmowej (m.in. Człowiek idzie za słońcem 1962, M.N. Kalika). Tendencje te przełamywały dotychczasowe stereotypy narracji i obrazowania filmów, a także były manifestem odrębności mołdawskiej w kinie sowieckim. W następnych latach film mołdawski dostosowywał przekazywane treści do obowiązujących zasad, wyrażało się to szczególnie w utworach historycznych. W filmach akcentowano idee jedności Besarabii z Rosją i ZSRR oraz jej odrębność wobec Rumunii. Ukazywano udział Mołdawian w rewolucji ruchu bolszewickim, odwołując się do tradycji buntów hajduków mołdawskich.

## Religia
Struktura religijna w 2020 roku, według The ARDA:
- chrześcijaństwo – 97,2%:
  - prawosławni – 94,7%
  - protestanci – 1,24%
  - katolicy – 0,5%
  - niezależni – 1,26%
- bezwyznaniowi – 2,2%
- muzułmanie – 0,46%
- żydzi – 0,09%.